# Distrikt Butha-Buthe
Der Distrikt Butha-Buthe, auch Botha-Bothe, ist einer der zehn Distrikte (Bezirke) des Königreichs Lesotho im südlichen Afrika.

## Geographie
Der Distrikt Butha-Buthe ist der nördlichste und mit 1767 km² der kleinste der zehn Distrikte Lesothos. 2016 hatte er 118.242 Einwohner. Er erstreckt sich vom gleichnamigen Hauptort Butha-Buthe im Westen bis zum 3240 Meter hohen Khaleng-la-Lithunya (deutsch etwa: „Pass der Gewehre“) im Osten. Im Süden erstreckt sich der Distrikt im Tal des Malibamatšo bis nahe an den Katse-Stausee, und im Norden bis zum 2028 Meter hohen Mafika-Lisiu-Pass, dem Grenzübergang zum ehemaligen südafrikanischen Homeland QwaQwa. Damit liegt der Distrikt teils in den dicht bevölkerten Lowlands, teils in den Maloti-Bergen.
Der wichtigste Pass ist der Moteng-Pass, der auf dem Weg von Butha-Buthe ostwärts in die Maloti-Berge überquert werden muss.
Angrenzende Distrikte sind Leribe im Süden und Westen und Mokhotlong im Osten sowie die südafrikanische Provinz Freistaat im Norden.

### Ortschaften
- Butha-Buthe
- Khukhune
- Qalo
- Muela, mit Kraftwerk und Auffangbecken
- Ha Seboche, in den Maloti-Bergen gelegen, mit Krankenhaus
- Oxbow mit Afri-Ski, dem einzigen Skigebiet im südlichen Afrika

### Community Councils
Die Community Councils (etwa: Gemeinden) sind Kao, Likila, Linakeng, Lipelaneng, Liqhobong, Makhunoane, ’Moteng, Ntelle, Sekhobe und Tša-Le-Moleka.